# Atef Kamal Husein
Atef Kamal Mohamed Husein (29 de junio de 1960) es un deportista guameño que compitió en judo. Ganó dos medallas en el Campeonato de Oceanía de Judo de 1990, oro en +95 kg y plata en la categoría abierta.

## Palmarés internacional
| Campeonato de Oceanía | Campeonato de Oceanía | Campeonato de Oceanía | Campeonato de Oceanía |
| Año                   | Lugar                 | Medalla               | Categoría             |
| --------------------- | --------------------- | --------------------- | --------------------- |
| 1990                  | Papeete (Francia)     | Medalla de oro        | +95 kg                |
| 1990                  | Papeete (Francia)     | Medalla de plata      | Abierta               |